# Federazione pallavolistica della Slovacchia
La Federazione slovacca di pallavolo (slk. Slovenská Volejbalová Federácia, SVF) è un'organizzazione fondata nel 1993 per governare la pratica della pallavolo in Slovacchia.
Organizza il campionato maschile e femminile, e pone sotto la propria egida la nazionale maschile e femminile.
Ha aderito alla FIVB nel 1993.